# Ngebong
Ngebong is een bestuurslaag in het regentschap Tulungagung van de provincie Oost-Java, Indonesië. Ngebong telt 2952 inwoners (volkstelling 2010).